# Owen Wolff
Owen Wolff (Snellville, 30 dicembre 2004) è un calciatore statunitense, centrocampista dell'Austin FC e della nazionale Under-20 statunitense.

## Biografia
È figlio dell'ex calciatore professionista Josh Wolff e fratello di Tyler Wolff, anch'egli calciatore. Ha origini filippine per via della madre.

## Carriera

### Club

#### Gli inizi
Ha giocato a livello giovanile con Columbus Crew, Atlanta United (che nel 2020 l'ha anche aggregato alla sua squadra riserve, con cui non è comunque mai sceso in campo) ed Austin FC.

#### Austin FC
Il 9 settembre 2021 viene ingaggiato dall'Austin FC come Homegrown Player. Debutta in MLS il 4 novembre successivo, disputando l'incontro vinto per 3-1 contro lo Sporting K.C.: si tratta della prima delle sue uniche due presenze stagionali; nel 2022 gioca invece con buona regolarità, disputando in totale 24 partite in MLS.

### Nazionale
Nel 2022 ha fatto parte della rosa della nazionale statunitense Under-19, con cui ha giocato due partite e segnato un gol.
Il 10 maggio 2023, viene incluso da Mikey Varas nella rosa della nazionale Under-20 statunitense partecipante al Mondiale di categoria in Argentina.

## Statistiche

### Presenze e reti nei club
Statistiche aggiornate al 20 ottobre 2024.
| Stagione        | Squadra         | Campionato      | Campionato | Campionato | Coppe nazionali | Coppe nazionali | Coppe nazionali | Coppe continentali | Coppe continentali | Coppe continentali | Altre coppe | Altre coppe | Altre coppe | Totale | Totale |
| Stagione        | Squadra         | Comp            | Pres       | Reti       | Comp            | Pres            | Reti            | Comp               | Pres               | Reti               | Comp        | Pres        | Reti        | Pres   | Reti   |
| --------------- | --------------- | --------------- | ---------- | ---------- | --------------- | --------------- | --------------- | ------------------ | ------------------ | ------------------ | ----------- | ----------- | ----------- | ------ | ------ |
| set.-dic. 2021  | Austin FC       | MLS             | 2          | 0          |                 | -               | -               |                    | -                  | -                  |             | -           | -           | 2      | 0      |
| 2022            | Austin FC       | MLS             | 24+2       | 0          | USOC            | 1               | 0               |                    | -                  | -                  |             | -           | -           | 27     | 0      |
| 2023            | Austin FC       | MLS             | 27         | 2          | USOC            | 0               | 0               | CCL                | 2                  | 0                  | LC          | 2           | 0           | 31     | 2      |
| 2024            | Austin FC       | MLS             | 33         | 1          |                 | -               | -               |                    | -                  | -                  | LC          | 3           | 0           | 36     | 1      |
| Totale carriera | Totale carriera | Totale carriera | 88         | 3          |                 | 1               | 0               |                    | 2                  | 0                  |             | 5           | 0           | 96     | 3      |